# Karin Sarholz
Karin Sarholz (* 1956 in Frankfurt am Main) ist eine deutsche Rundfunkredakteurin.

## Leben
Sarholz studierte Theater-, Film- und Fernsehwissenschaft und Germanistik in Köln. Nach einem Volontariat arbeitete sie ab 1984 als Redakteurin, Moderatorin und Autorin beim Kinder- und Jugendprogramm des WDR Hörfunks, später im Bereich Kultur und Wissenschaft des Fernsehens. Ab 1996 leitete sie die Präsentationsredaktion des WDR Fernsehens, ab 2002 war sie außerdem Leiterin des Programmdesigns. 2009 wurde sie Leiterin der neu geschaffenen Abteilung Programmdesign und Multimedia. 2020 gehörte sie dem Fachbeirat der Film- und Medienstiftung NRW für die Vergabe von Fördermitteln für serielle Formate an.
Für ihre Arbeit erhielt sie Preise und Auszeichnungen im Bereich der Promotion und Design, darunter Den Eyes & Ears Award und Preise des World Media Festival und des Art Dirctor's Club Deutschland. In Zusammenarbeit mit Hein Bruehl entstand 1984 das Hörspiel Wo bitte geht’s zum Frieden – Innenansichten einer Demonstration. Für ihre Langzeitreportage Am liebsten wäre ich in Aschaffenburg über eine Rockgruppe aus dem Ruhrgebiet erhielt sie den Kurt-Magnus-Preis. Mit Alltag made in USA – 50 Jahre Amerikanisierung in Deutschland (mit Jürgen Bevers und Bernd Polster) gewann sie 1996 den Ersten Preis beim Radio-, TV- und Neue-Medien-Preis in der Kategorie Fernsehpreise.

## Hörspiele (Auswahl)
- 1979: Peter Lachmann: Die Krönungsmesse (Regieassistenz) – Regie: Oswald Döpke (Original-Hörspiel – WDR)
- 1984: Karin Sarholz und Hein Bruehl: Wo bitte geht’s zum Frieden – Innenansichten einer Demonstration – Regie: Karin Sarholz und Hein Bruehl (Originaltonhörspiel – SWF)